# Nati nel 1962/Dicembre
| Questa pagina contiene informazioni ricavate automaticamente dalle voci biografiche con l'ausilio del template Bio e di un bot. L'aggiornamento è periodico e automatico e ricostruisce completamente la pagina. Se manca una persona in questa lista, sei pregato di non aggiungerla, ma accertati piuttosto che la sua voce biografica contenga il template Bio e che i dati anagrafici siano correttamente compilati. Se il template Bio manca, inseriscilo tu stesso o, in alternativa, metti l'avviso {{tmp\|Bio}} che ne segnala la mancanza. Se i dati riportati sono sbagliati, correggi direttamente la voce biografica; le modifiche saranno visibili in questa lista entro pochi giorni. Per chiarimenti vedi il progetto biografie. La lista contiene solo le 300 persone che sono citate nell'enciclopedia e per le quali è stato implementato correttamente il template Bio. Pagina aggiornata al 10 ago 2025. |

- 1º dicembre - Mohamed Al-Malky, ex velocista omanita
- 1º dicembre - Duane Bickett, ex giocatore di football americano statunitense
- 1º dicembre - Detlev Buck, regista, sceneggiatore e attore tedesco
- 1º dicembre - Silvia Conti, cantautrice e attrice teatrale italiana
- 1º dicembre - Sylvie Daigle, ex pattinatrice di short track canadese
- 1º dicembre - Christoph Körner, ex cestista tedesco
- 1º dicembre - Inge Krenn, ex sciatrice alpina austriaca
- 1º dicembre - Augusto La Torre, collaboratore di giustizia italiano
- 1º dicembre - Pamela McGee, ex cestista e allenatrice di pallacanestro statunitense
- 1º dicembre - Paula McGee, cestista statunitense
- 1º dicembre - Stefano Pascucci, allenatore di pallavolo e ex pallavolista italiano
- 2 dicembre - Vlado Bučkovski, politico macedone
- 2 dicembre - Marco Vinicio Guasticchi, politico italiano
- 2 dicembre - Steve Huison, attore britannico
- 2 dicembre - Kardam, principe di Tarnovo, principe bulgaro († 2015)
- 2 dicembre - David Levi, ex calciatore e giocatore di poker israeliano
- 2 dicembre - Linda McAvan, politica britannica
- 2 dicembre - Miroslav Mentel, ex calciatore e allenatore di calcio slovacco
- 2 dicembre - Pietra Montecorvino, cantante e attrice italiana
- 2 dicembre - Sabina Rossa, politica italiana
- 2 dicembre - Andrėj Zyhmantovič, allenatore di calcio e ex calciatore bielorusso
- 3 dicembre - Francesca Lia Block, scrittrice e poetessa statunitense
- 3 dicembre - Tammy Jackson, ex cestista statunitense
- 3 dicembre - Aleksej Kolokol'cev, ex sollevatore sovietico
- 3 dicembre - Enrico Miaroma, direttore di coro, compositore e pianista italiano
- 3 dicembre - Rosanna Munerotto, ex maratoneta e mezzofondista italiana
- 3 dicembre - Niccolò Rinaldi, politico, scrittore e alpinista italiano
- 3 dicembre - Manuel Ruiz Pérez, allenatore di calcio e ex calciatore spagnolo
- 3 dicembre - Nina Sicilia, modella venezuelana
- 4 dicembre - Abdulaziz Al-Buloushi, ex calciatore kuwaitiano
- 4 dicembre - Daniele Bosone, politico e neurologo italiano
- 4 dicembre - Anna Frithioff, ex fondista svedese
- 4 dicembre - Stan Gelbaugh, ex giocatore di football americano statunitense
- 4 dicembre - Nixon Kiprotich, ex mezzofondista keniota
- 4 dicembre - Marco Lamperti, ex cestista italiano
- 4 dicembre - Aleksandr Val'terovič Litvinenko, agente segreto russo († 2006)
- 4 dicembre - Yoshiyuki Morishita, attore giapponese
- 4 dicembre - Kevin Richardson, ex calciatore inglese
- 4 dicembre - Carey Scurry, ex cestista statunitense
- 5 dicembre - Bruno Cenghialta, dirigente sportivo e ex ciclista su strada italiano
- 5 dicembre - José Cura, tenore, direttore d'orchestra e regista argentino
- 5 dicembre - Christophe Cuvillier, imprenditore francese
- 5 dicembre - Megan Donahue, astronoma e astrofisica statunitense
- 5 dicembre - Lu Jinqing, ex cestista cinese
- 5 dicembre - Andy Luhn, ex sciatore alpino statunitense
- 5 dicembre - Nivek Ogre, musicista, cantante e attore teatrale canadese
- 5 dicembre - Edi Orioli, pilota motociclistico e pilota automobilistico italiano
- 5 dicembre - Samart Payakaroon, thaiboxer e pugile thailandese
- 5 dicembre - Fred Rutten, allenatore di calcio, dirigente sportivo e ex calciatore olandese
- 5 dicembre - Arnold Scholten, allenatore di calcio e ex calciatore olandese
- 5 dicembre - Valerie Watson, ex cestista inglese
- 6 dicembre - Marcus Vinícius Freire, ex pallavolista brasiliano
- 6 dicembre - Janine Turner, attrice e ex modella statunitense
- 6 dicembre - Dariusz Goździak, ex pentatleta polacco
- 6 dicembre - Khadidjatou Hane, scrittrice senegalese
- 6 dicembre - Carlo Emilio Lerici, regista teatrale, attore e traduttore italiano
- 6 dicembre - Marco Martinelli, politico italiano († 2023)
- 6 dicembre - Angelo Orlando, sceneggiatore, regista e attore italiano
- 6 dicembre - Colin Salmon, attore britannico
- 6 dicembre - Francesco Scalia, politico italiano
- 7 dicembre - Petăr Aleksandrov, allenatore di calcio e ex calciatore bulgaro
- 7 dicembre - Kürşat Alnıaçık, attore turco
- 7 dicembre - Alain Blondel, ex multiplista francese
- 7 dicembre - Xavier-Marie Bonnot, scrittore francese
- 7 dicembre - Grecia Colmenares, attrice venezuelana
- 7 dicembre - Magdalena Georgieva, ex canottiera bulgara
- 7 dicembre - Angel Kelly, ex attrice pornografica e regista statunitense
- 7 dicembre - Michele Medda, fumettista italiano
- 7 dicembre - Imad Mugniyah, terrorista e militare libanese († 2008)
- 8 dicembre - Berry van Aerle, ex calciatore olandese
- 8 dicembre - Marty Friedman, chitarrista e musicista statunitense
- 8 dicembre - Dimitrios Koutsoukis, ex pesista greco
- 8 dicembre - Erik Larsen, fumettista e editore statunitense
- 8 dicembre - Bob Martin, attore, comico e librettista canadese
- 8 dicembre - Carlo Panaro, fumettista italiano
- 8 dicembre - Marino Parisotto, fotografo italiano († 2022)
- 8 dicembre - Marco Prastaro, vescovo cattolico italiano
- 8 dicembre - Dmitrij Vasil'ev, ex biatleta e sciatore di pattuglia militare sovietico
- 9 dicembre - Massimo Bartolini, artista italiano
- 9 dicembre - Thierry Bourguignon, dirigente sportivo e ex ciclista su strada francese
- 9 dicembre - Heidi Bowes, ex sciatrice alpina statunitense
- 9 dicembre - Richard Brooks, attore statunitense
- 9 dicembre - Giuseppe Calvetti, doppiatore italiano
- 9 dicembre - Daniele Catto, ex calciatore italiano
- 9 dicembre - Federico Fornaro, politico italiano
- 9 dicembre - Felicity Huffman, attrice statunitense
- 9 dicembre - Aleš Höffer, ostacolista cecoslovacco († 2008)
- 9 dicembre - Vito Mancuso, teologo italiano
- 9 dicembre - Pete Olson, politico statunitense
- 9 dicembre - Ayman Shawky, ex calciatore egiziano
- 9 dicembre - Alberto Volpi, dirigente sportivo e ex ciclista su strada italiano
- 10 dicembre - Vittorio Allievi, ex ginnasta italiano
- 10 dicembre - Tiziana Avarista, doppiatrice, attrice teatrale e direttrice del doppiaggio italiana
- 10 dicembre - Alberto Bagnai, economista e politico italiano
- 10 dicembre - Roberto Burioni, virologo, immunologo e divulgatore scientifico italiano
- 10 dicembre - Scott Capurro, attore, comico e scrittore statunitense
- 10 dicembre - Cássia Eller, cantante e musicista brasiliana († 2001)
- 10 dicembre - Igor Jelavić, ex calciatore croato
- 10 dicembre - Masakazu Katsura, fumettista e character designer giapponese
- 10 dicembre - Charles Matthau, attore, regista e produttore cinematografico statunitense
- 10 dicembre - Mikho Mossulishvili, scrittore, drammaturgo e sceneggiatore georgiano
- 10 dicembre - Jolanda Tokkie, ex cestista olandese
- 10 dicembre - John de Wolf, allenatore di calcio e ex calciatore olandese
- 10 dicembre - Rahat Álıev, diplomatico kazako († 2015)
- 11 dicembre - Luca Baldisserri, ingegnere italiano
- 11 dicembre - Andrea Bettinetti, regista italiano
- 11 dicembre - Denise Biellmann, pattinatrice artistica su ghiaccio svizzera
- 11 dicembre - Ben Browder, attore statunitense
- 11 dicembre - Theresa Griffin, politica britannica
- 11 dicembre - Roland Günther, ex pistard tedesco
- 11 dicembre - Paul Haslinger, compositore e tastierista austriaco
- 11 dicembre - Greg Herbold, mountain biker statunitense
- 11 dicembre - Kimberley Linehan, ex nuotatrice statunitense
- 11 dicembre - Charlie Mackesy, illustratore, pittore e scultore inglese
- 11 dicembre - Ulrich Møller, allenatore di calcio e ex calciatore norvegese
- 11 dicembre - Leone Patterson, ex cestista neozelandese
- 11 dicembre - Máximo Tapia, ex cestista dominicano
- 11 dicembre - Mourad Zalfani, lottatore tunisino
- 12 dicembre - Tracy Austin, ex tennista statunitense
- 12 dicembre - Peter Bergen, giornalista e politologo statunitense
- 12 dicembre - Luis Gnecco, attore, attore teatrale e attore televisivo cileno
- 12 dicembre - Spyros Kastanas, allenatore di calcio e ex calciatore cipriota
- 12 dicembre - Max Raabe, cantante tedesco
- 12 dicembre - Federico Ramiro, ex cestista spagnolo
- 12 dicembre - Maurizio Rossi, ex ciclista su strada italiano
- 12 dicembre - Anke Schäferkordt, imprenditrice e manager tedesca
- 12 dicembre - Ovidiu Silaghi, politico rumeno
- 12 dicembre - Beat Sutter, ex calciatore svizzero
- 12 dicembre - Aleksej Uskov, ex calciatore e ex giocatore di calcio a 5 russo
- 12 dicembre - Delaney Williams, attore statunitense
- 13 dicembre - David A. Goodman, sceneggiatore e produttore televisivo statunitense
- 13 dicembre - Roger Ilegems, ex pistard e ciclista su strada belga
- 13 dicembre - Nihal Menzil, attrice turca
- 13 dicembre - Luca Morino, cantante, compositore e produttore discografico italiano
- 13 dicembre - Andreas Müller, ex calciatore tedesco
- 13 dicembre - Jamie Raskin, avvocato e politico statunitense
- 13 dicembre - Rex Ryan, allenatore di football americano statunitense
- 13 dicembre - Ken'ichi Sonoda, fumettista, illustratore e character designer giapponese
- 14 dicembre - Bela B., batterista, cantante e attore tedesco
- 14 dicembre - Antonio Ferre, ex giocatore di calcio a 5 spagnolo
- 14 dicembre - Janet Harris, ex cestista statunitense
- 14 dicembre - Ginger Lynn, attrice cinematografica, ex modella e ex attrice pornografica statunitense
- 14 dicembre - Redžep Redžepovski, ex pugile macedone
- 14 dicembre - Yvonne Ryding, modella svedese
- 14 dicembre - Lisa Stothard, attrice e modella statunitense
- 15 dicembre - Carmine Faraco, cabarettista, cantante e attore italiano
- 15 dicembre - Gianluca Farina, canottiere italiano
- 15 dicembre - Dodo Gad, cantautrice danese
- 15 dicembre - Horácio Gonçalves, allenatore di calcio e ex calciatore portoghese
- 15 dicembre - Simon Hodgkinson, ex rugbista a 15 britannico
- 15 dicembre - Ciro Imparato, doppiatore italiano († 2015)
- 15 dicembre - Stefano Magnaghi, autore televisivo, produttore televisivo e dirigente d'azienda italiano
- 15 dicembre - Paku Alam X, politico e nobile indonesiano
- 15 dicembre - Angelo Pierleoni, allenatore di calcio e ex calciatore italiano
- 15 dicembre - Ingo Schulze, scrittore tedesco
- 15 dicembre - Avraham Sinai, agente segreto libanese
- 16 dicembre - Maruschka Detmers, attrice olandese
- 16 dicembre - Mario Fiorillo, ex pallanuotista, allenatore di pallanuoto e dirigente sportivo italiano
- 16 dicembre - Jerry Gray, ex giocatore di football americano statunitense
- 16 dicembre - Jin Horikawa, doppiatore giapponese
- 16 dicembre - Herb Johnson, ex cestista statunitense
- 16 dicembre - Anne Le Ny, attrice, regista e sceneggiatrice francese
- 16 dicembre - Charly Mottet, ex ciclista su strada e pistard francese
- 16 dicembre - Bob Otto, ex giocatore di football americano statunitense
- 16 dicembre - Vinny Paz, ex pugile statunitense
- 16 dicembre - William Perry, ex giocatore di football americano statunitense
- 16 dicembre - Antonio Rostagno, musicologo e pianista italiano († 2021)
- 16 dicembre - Dennis van Wijk, allenatore di calcio e ex calciatore olandese
- 17 dicembre - Richard Jewell, poliziotto statunitense († 2007)
- 17 dicembre - Giulia Boschi, docente italiana
- 17 dicembre - Ari Folman, regista, sceneggiatore e compositore israeliano
- 17 dicembre - Maria Iacono, politica italiana
- 17 dicembre - Frank Lieberam, allenatore di calcio e ex calciatore tedesco orientale
- 17 dicembre - Galina Mal'čugina, ex velocista russa
- 17 dicembre - John Micallef, ex calciatore maltese
- 17 dicembre - Massimiliano Pazzaglia, attore italiano
- 17 dicembre - Koen Sanders, ex calciatore belga
- 17 dicembre - Brad Sellers, ex cestista statunitense
- 17 dicembre - Gaspare Sturzo, magistrato e saggista italiano
- 17 dicembre - Jon Vincent, attore pornografico statunitense († 2000)
- 17 dicembre - Harald Winkler, ex bobbista e ex velocista austriaco
- 17 dicembre - Yau Kwan Loke, ex cestista malese
- 18 dicembre - Karen Almond, rugbista a 15 inglese
- 18 dicembre - Ba Yan, ex cestista cinese
- 18 dicembre - Alberto Bisin, economista italiano
- 18 dicembre - Eddie Brown, ex giocatore di football americano statunitense
- 18 dicembre - Philippe Gallart, ex rugbista a 15 e allenatore di rugby a 15 francese
- 18 dicembre - Michael Eric Kramer, attore e modello statunitense
- 18 dicembre - Andrea Lutzu, politico e ingegnere italiano
- 18 dicembre - Paola Onofri, attrice italiana
- 18 dicembre - James Sie, attore statunitense
- 18 dicembre - Joachim Wendt, ex schermidore austriaco
- 18 dicembre - Karen Wynn, psicologa statunitense
- 19 dicembre - Giacomo Agosti, scrittore, produttore teatrale e artista italiano
- 19 dicembre - Gary Fleder, regista e sceneggiatore statunitense
- 19 dicembre - Ethan Horton, ex giocatore di football americano statunitense
- 19 dicembre - Ron Kellogg, ex cestista statunitense
- 19 dicembre - Aleksandr Nesis, imprenditore russo
- 19 dicembre - Anthony Red Rose, cantautore giamaicano
- 19 dicembre - Fausto Salsano, allenatore di calcio e ex calciatore italiano
- 19 dicembre - Jill Talley, attrice, comica e doppiatrice statunitense
- 20 dicembre - Hoyt Corkins, giocatore di poker statunitense
- 20 dicembre - José Luis Manzano, attore spagnolo († 1992)
- 20 dicembre - Corrado Mastantuono, fumettista italiano
- 20 dicembre - Marco Mazzieri, ex giocatore di baseball e allenatore di baseball italiano
- 20 dicembre - Kazumi Shimizu, ex cestista giapponese
- 20 dicembre - Darío Siviski, ex calciatore argentino
- 20 dicembre - Stefano Tessarin, chitarrista e compositore italiano
- 20 dicembre - Doug Wright, drammaturgo, librettista e sceneggiatore statunitense
- 21 dicembre - Alessandro Dell'Acqua, stilista italiano
- 21 dicembre - Steven Mnuchin, banchiere, produttore cinematografico e politico statunitense
- 22 dicembre - George Adams, ex giocatore di football americano statunitense
- 22 dicembre - Herman Bruyninckx, ex cestista belga
- 22 dicembre - Ralph Fiennes, attore, regista e produttore cinematografico britannico
- 22 dicembre - Eric Kelso, doppiatore statunitense
- 22 dicembre - Walter Rinaldi, compositore e musicista italiano
- 22 dicembre - Kjetil Sagen, ex calciatore norvegese
- 22 dicembre - Lionel Wigram, produttore cinematografico e sceneggiatore inglese
- 22 dicembre - Sister Roma, direttore artistico statunitense
- 23 dicembre - Romolo Casamonica, ex pugile italiano
- 23 dicembre - Eleonora Danco, attrice, drammaturga e regista teatrale italiana
- 23 dicembre - Edgar Domínguez, ex calciatore ecuadoriano
- 23 dicembre - Bertrand Gachot, ex pilota automobilistico belga
- 23 dicembre - Stefan Hell, biochimico rumeno
- 23 dicembre - Sass Jordan, cantante canadese
- 23 dicembre - Keiji Muto, ex wrestler giapponese
- 23 dicembre - Jaime Ordiales, ex calciatore messicano
- 23 dicembre - Ken Paxton, politico, avvocato e magistrato statunitense
- 23 dicembre - Peter Ramsey, regista, illustratore e sceneggiatore statunitense
- 23 dicembre - Laura Rangoni, gastronoma, giornalista e scrittrice italiana († 2022)
- 23 dicembre - Jerry Reynolds, ex cestista e allenatore di pallacanestro statunitense
- 23 dicembre - Giuseppe Romeo, saggista e giornalista italiano
- 23 dicembre - Luigi Sardiello, regista e sceneggiatore italiano
- 23 dicembre - Trần Anh Hùng, regista e sceneggiatore vietnamita
- 24 dicembre - Belinda Bauer, scrittrice e giornalista britannica
- 24 dicembre - Neil Corbould, effettista britannico
- 24 dicembre - Renaud Garcia-Fons, contrabbassista e compositore francese
- 24 dicembre - Tullia Giardina, docente italiana († 2022)
- 24 dicembre - Juan Bautista Hernández-Pérez, ex pugile cubano
- 24 dicembre - Stephen Kearin, doppiatore e attore statunitense
- 24 dicembre - Christian Mark, ex bobbista, ex skeletonista e ex velocista austriaco
- 24 dicembre - Jim Morrissey, ex giocatore di football americano statunitense
- 24 dicembre - Marco Pecoraro Scanio, ex politico, dirigente sportivo e ex calciatore italiano
- 24 dicembre - Marco Enrico Ricotti, ingegnere italiano
- 24 dicembre - Kate Spade, stilista e imprenditrice statunitense († 2018)
- 24 dicembre - Nobuteru Yūki, fumettista, illustratore e animatore giapponese
- 25 dicembre - Mary Ellen Clark, ex tuffatrice statunitense
- 25 dicembre - Christian Fennesz, musicista austriaco
- 25 dicembre - Arnold Jonke, ex canottiere austriaco
- 25 dicembre - Nabil Maâloul, allenatore di calcio e ex calciatore tunisino
- 25 dicembre - Darren Wharton, tastierista, cantante e compositore britannico
- 25 dicembre - Nenad Šulava, scacchista croato († 2019)
- 26 dicembre - Jean-Marc Ferreri, ex calciatore francese
- 26 dicembre - James Kottak, batterista statunitense († 2024)
- 26 dicembre - Volker Kutscher, scrittore tedesco
- 26 dicembre - Marvin Mejicanos, ex calciatore e ex giocatore di calcio a 5 guatemalteco
- 26 dicembre - Louis Nguyễn Anh Tuấn, vescovo cattolico vietnamita
- 27 dicembre - Mark Few, allenatore di pallacanestro statunitense
- 27 dicembre - Joe Mantello, attore e regista teatrale statunitense
- 27 dicembre - Hannes Obererlacher, biatleta austriaco
- 27 dicembre - Bill Self, ex cestista e allenatore di pallacanestro statunitense
- 27 dicembre - Pierlucio Tinazzi, operaio italiano († 1999)
- 28 dicembre - Abdi Bile, ex mezzofondista somalo
- 28 dicembre - Michelle Cameron, nuotatrice artistica canadese
- 28 dicembre - Keith Lee, ex cestista e allenatore di pallacanestro statunitense
- 28 dicembre - Michel Petrucciani, pianista francese († 1999)
- 28 dicembre - Quim Torra, editore, scrittore e politico spagnolo
- 29 dicembre - Stefano Bertacco, politico italiano († 2020)
- 29 dicembre - Filippo D'Arpa, scrittore, giornalista e drammaturgo italiano
- 29 dicembre - Cristiano De André, cantautore e polistrumentista italiano
- 29 dicembre - Maurizio Donte, poeta italiano
- 29 dicembre - Jari Europaeus, allenatore di calcio e ex calciatore finlandese
- 29 dicembre - Francesco Saverio Garofani, politico e giornalista italiano
- 29 dicembre - Simona Paggi, montatrice italiana
- 29 dicembre - Carles Puigdemont, politico e giornalista spagnolo
- 29 dicembre - Sergej Rjachovskij, serial killer russo († 2007)
- 29 dicembre - Wynton Rufer, allenatore di calcio e ex calciatore neozelandese
- 29 dicembre - Barry Wilmore, ex astronauta statunitense
- 30 dicembre - Walter D'Angelo, nuotatore italiano
- 30 dicembre - Donato Gama da Silva, ex calciatore brasiliano
- 30 dicembre - Hans-Georg Dreßen, ex calciatore tedesco
- 30 dicembre - Heike Hartwig, ex pesista tedesca
- 30 dicembre - Paavo Järvi, direttore d'orchestra estone
- 30 dicembre - Mario Regulo Martínez, allenatore di pallavolo argentino
- 30 dicembre - Bob Messini, attore e cabarettista italiano
- 30 dicembre - Gennadij Morozov, allenatore di calcio e ex calciatore sovietico
- 30 dicembre - Alessandra Mussolini, personaggio televisivo, politica e attrice italiana
- 31 dicembre - James Banks, ex cestista statunitense
- 31 dicembre - Davide Bechini, attore italiano
- 31 dicembre - Tyrone Corbin, ex cestista e allenatore di pallacanestro statunitense
- 31 dicembre - Franco D'Aniello, musicista e flautista italiano
- 31 dicembre - Don Diamont, attore e ex modello statunitense
- 31 dicembre - Jeff Flake, politico statunitense
- 31 dicembre - Jennifer Higdon, compositrice statunitense
- 31 dicembre - Traudl Hächer, ex sciatrice alpina tedesca
- 31 dicembre - Giordano Macellari, pittore italiano
- 31 dicembre - Tawara Machi, poetessa, scrittrice e traduttrice giapponese
- 31 dicembre - Nelsinho, allenatore di calcio e ex calciatore brasiliano
- 31 dicembre - Renato Piccolo, ex ciclista su strada italiano
- 31 dicembre - Fidel Suárez, allenatore di calcio e ex calciatore peruviano